# Cupa Mondială GF 2010
Cupa Mondială GF 2010 a fost a șasea ediție a turneului amical Cupa Mondială GF organizat de Federația Daneză de Handbal. La ediția din 2010, care s-a desfășurat în sala NRGi Park & Arena din Århus, Danemarca, între 21-26 septembrie, au participat opt echipe naționale de handbal feminin. A fost un turneu pe bază de invitații, fără vreo afiliere la Federația Internațională de Handbal, dar șapte din primele nouă cele mai valoroase echipe din lume au participat la această competiție, incluzând reprezentativele permanente ale Suediei și Danemarcei. 
Câștigătoarea ediției precedente era România, după ce a învins Norvegia cu scorul de 28-27. Într-o reeditare a finalei din 2009, România a câștigat și ediția din 2010, învingând Norvegia cu scorul de 24-23.
Pe locul al treilea s-a clasat Franța, după ce a învins Danemarca în finala pentru locurile 3-4.

## Rezultate

### Grupa A
Desfășurarea partidelor și rezultatele:
| Echipa   | M | V | E | Î | GM | GP | G   | Pct |
| -------- | - | - | - | - | -- | -- | --- | --- |
| România  | 3 | 2 | 1 | 0 | 80 | 71 | +9  | 5   |
| Norvegia | 3 | 2 | 0 | 1 | 81 | 65 | +16 | 4   |
| Suedia   | 3 | 1 | 1 | 1 | 75 | 82 | −7  | 3   |
| Rusia    | 3 | 0 | 0 | 3 | 69 | 87 | −18 | 0   |

Programul de desfășurare de mai jos respectă ora locală a Danemarcei. (UTC+2)
| 21 septembrie 2010 14:00 | Rusia       | 24 – 25 | Suedia              | NRGi Arena Asistență: 200 Arbitri: Christiansen, Lythje |
| 21 septembrie 2010 14:00 | Gorșenina 5 | (12–12) | Fredén, Helleberg 5 | NRGi Arena Asistență: 200 Arbitri: Christiansen, Lythje |
| 21 septembrie 2010 14:00 | 6× 3×       | Raport  | 2× 3×               | NRGi Arena Asistență: 200 Arbitri: Christiansen, Lythje |

| 21 septembrie 2010 18:00 | Norvegia             | 20 – 21 | România | NRGi Arena Asistență: 500 Arbitri: Pavićević, Ražnatović |
| 21 septembrie 2010 18:00 | Alstad, Riegelhuth 4 | (12–6)  | Neagu 8 | NRGi Arena Asistență: 500 Arbitri: Pavićević, Ražnatović |
| 21 septembrie 2010 18:00 | 4× 3×                | Raport  | 3× 2×   | NRGi Arena Asistență: 500 Arbitri: Pavićević, Ražnatović |

| 22 septembrie 2010 14:00 | Rusia | 24 – 32 | România | NRGi Arena Arbitri: Hansen, Gjeding |
| 22 septembrie 2010 14:00 | Sen 7 | (9–15)  | Neagu 6 | NRGi Arena Arbitri: Hansen, Gjeding |
| 22 septembrie 2010 14:00 | 2×    | Raport  | 3×      | NRGi Arena Arbitri: Hansen, Gjeding |

| 22 septembrie 2010 18:00 | Suedia       | 23 – 31 | Norvegia   | NRGi Arena Asistență: 1.048 Arbitri: Stark, Ștefan |
| 22 septembrie 2010 18:00 | Torstenson 5 | (11–16) | Frafjord 7 | NRGi Arena Asistență: 1.048 Arbitri: Stark, Ștefan |
| 22 septembrie 2010 18:00 | 1× 2×        | Raport  | 4× 3×      | NRGi Arena Asistență: 1.048 Arbitri: Stark, Ștefan |

| 23 septembrie 2010 14:00 | România   | 27 – 27 | Suedia    | NRGi Arena Asistență: 382 Arbitri: Hansen, Gjeding |
| 23 septembrie 2010 14:00 | Amariei 7 | (14–12) | Gulldén 7 | NRGi Arena Asistență: 382 Arbitri: Hansen, Gjeding |
| 23 septembrie 2010 14:00 | 2×        | Raport  | 4× 1×     | NRGi Arena Asistență: 382 Arbitri: Hansen, Gjeding |

| 23 septembrie 2010 18:00 | Rusia     | 21 – 30 | Norvegia | NRGi Arena Arbitri: Lythje, Christiansen |
| 23 septembrie 2010 18:00 | Vetkova 4 | (14–11) | Molid 5  | NRGi Arena Arbitri: Lythje, Christiansen |
| 23 septembrie 2010 18:00 | 3× 2×     | Raport  | 3×       | NRGi Arena Arbitri: Lythje, Christiansen |

### Grupa B
Desfășurarea partidelor și rezultatele:
| Echipa    | M | V | E | Î | GM | GP | G   | Pct |
| --------- | - | - | - | - | -- | -- | --- | --- |
| Danemarca | 3 | 2 | 0 | 1 | 79 | 80 | −1  | 4   |
| Franța    | 3 | 2 | 0 | 1 | 97 | 87 | +10 | 4   |
| Ungaria   | 3 | 1 | 0 | 2 | 72 | 76 | −4  | 2   |
| Germania  | 3 | 1 | 0 | 2 | 75 | 80 | −5  | 2   |

Programul de desfășurare de mai jos respectă ora locală a Danemarcei. (UTC+2)
| 21 septembrie 2010 16:00 | Ungaria   | 22 – 19 | Germania | NRGi Arena Arbitri: Hansen, Gjeding |
| 21 septembrie 2010 16:00 | Görbicz 8 | (9–10)  | Jurack 5 | NRGi Arena Arbitri: Hansen, Gjeding |
| 21 septembrie 2010 16:00 | 3×        | Raport  | 5× 3×    | NRGi Arena Arbitri: Hansen, Gjeding |

| 21 septembrie 2010 20:00 | Danemarca  | 32 – 29 | Franța   | NRGi Arena Asistență: 1.549 Arbitri: Stark, Ștefan |
| 21 septembrie 2010 20:00 | Troelsen 7 | (15–13) | Pineau 6 | NRGi Arena Asistență: 1.549 Arbitri: Stark, Ștefan |
| 21 septembrie 2010 20:00 | 3×         | Raport  | 1× 3×    | NRGi Arena Asistență: 1.549 Arbitri: Stark, Ștefan |

| 22 septembrie 2010 16:00 | Germania  | 29 – 39 | Franța     | NRGi Arena Arbitri: Lythje, Christiansen |
| 22 septembrie 2010 16:00 | Richter 6 | Raport  | Baudouin 7 | NRGi Arena Arbitri: Lythje, Christiansen |
| 22 septembrie 2010 16:00 | 3×        |         | 7× 3×      | NRGi Arena Arbitri: Lythje, Christiansen |

| 22 septembrie 2010 20:00 | Danemarca  | 28 – 24 | Ungaria   | NRGi Arena Asistență: 2.123 Arbitri: Pavićević, Ražnatović |
| 22 septembrie 2010 20:00 | Lyksborg 8 | (11–10) | Görbicz 6 | NRGi Arena Asistență: 2.123 Arbitri: Pavićević, Ražnatović |
| 22 septembrie 2010 20:00 | 5× 3×      | Raport  | 5× 3×     | NRGi Arena Asistență: 2.123 Arbitri: Pavićević, Ražnatović |

| 23 septembrie 2010 16:00 | Franța   | 29 – 26 | Ungaria   | NRGi Arena Asistență: 450 Arbitri: Pavićević, Ražnatović |
| 23 septembrie 2010 16:00 | Ayglon 4 | (14–12) | Görbicz 8 | NRGi Arena Asistență: 450 Arbitri: Pavićević, Ražnatović |
| 23 septembrie 2010 16:00 | 5× 3×    | Raport  | 6× 3×     | NRGi Arena Asistență: 450 Arbitri: Pavićević, Ražnatović |

| 23 septembrie 2010 20:00 | Danemarca                              | 19 – 27 | Germania        | NRGi Arena Asistență: 2.547 Arbitri: Stark, Ștefan |
| 23 septembrie 2010 20:00 | Thorsgaard, Brøgger Led, Kristiansen 4 | (10–10) | Wörz, Althaus 5 | NRGi Arena Asistență: 2.547 Arbitri: Stark, Ștefan |
| 23 septembrie 2010 20:00 | 3× 1×                                  | Report  | 2×              | NRGi Arena Asistență: 2.547 Arbitri: Stark, Ștefan |

### Fazele eliminatorii
Desfășurarea partidelor și rezultatele:
|  | Semifinalele                   | Semifinalele                   |    |                                | Finala                         | Finala |  |
|  |                                |                                |    |                                |                                |        |  |
|  | 25 septembrie 2010 - ora 14:15 |                                |    |                                |                                |        |  |
|  | Franța                         | 21                             |    |                                |                                |        |  |
|  | România                        | 23                             |    |                                |                                |        |  |
|  |                                |                                |    |                                |                                |        |  |
|  |                                |                                |    |                                | 26 septembrie 2010 - ora 16:15 |        |  |
|  |                                |                                |    |                                | România                        | 24     |  |
|  |                                | Norvegia                       | 23 |                                |                                |        |  |
|  |                                |                                |    |                                |                                |        |  |
|  |                                |                                |    |                                |                                |        |  |
|  |                                |                                |    |                                | Locurile 3-4                   |        |  |
|  | 25 septembrie 2010 - ora 16:15 | 25 septembrie 2010 - ora 16:15 |    | 26 septembrie 2010 - ora 14:15 | 26 septembrie 2010 - ora 14:15 |        |  |
|  | Danemarca                      | 19                             |    | Franța                         | 28                             |        |  |
|  | Norvegia                       | 24                             |    |                                | Danemarca                      | 26     |  |

#### Semifinalele
| 25 septembrie 2010 14:15 | Franța  | 21 – 23 | România | NRGi Arena Asistență: 1.800 Arbitri: Hansen, Gjeding |
| 25 septembrie 2010 14:15 | Mendy 4 | (7–15)  | Neagu 8 | NRGi Arena Asistență: 1.800 Arbitri: Hansen, Gjeding |
| 25 septembrie 2010 14:15 | 1× 3×   | Raport  | 2× 3×   | NRGi Arena Asistență: 1.800 Arbitri: Hansen, Gjeding |

| 25 septembrie 2010 16:15 | Danemarca     | 19 – 24 | Norvegia           | NRGi Arena Asistență: 2.208 Arbitri: Pavićević, Ražnatović |
| 25 septembrie 2010 16:15 | Kristiansen 5 | (9–15)  | Alstad, Nøstvold 5 | NRGi Arena Asistență: 2.208 Arbitri: Pavićević, Ražnatović |
| 25 septembrie 2010 16:15 | 3×            | Raport  | 3× 2×              | NRGi Arena Asistență: 2.208 Arbitri: Pavićević, Ražnatović |

#### Locurile 3-4
| 26 septembrie 2010 14:15 | Franța | 28 – 26 | Danemarca | NRGi Arena |
| 26 septembrie 2010 14:15 |        |         |           | NRGi Arena |
| 26 septembrie 2010 14:15 |        |         |           | NRGi Arena |

#### Finala
| 26 septembrie 2010 16:15 | România | 24 – 23 | Norvegia | NRGi Arena |
| 26 septembrie 2010 16:15 |         |         |          | NRGi Arena |
| 26 septembrie 2010 16:15 |         |         |          | NRGi Arena |

## Clasamentul final
|     | România                             |
|     | Norvegia                            |
|     | Franța                              |
| 4   | Danemarca                           |
| 5-8 | Suedia · Ungaria · Germania · Rusia |

### All-Star Team
- Portar:  Katrine Lunde
- Extremă stânga:  Valentina Ardean-Elisei
- Inter stânga:  Cristina Neagu
- Coordonator:  Anita Görbicz
- Inter dreapta:  Camilla Dalby
- Extremă dreapta:  Linn-Kristin Riegelhuth
- Pivot:  Marit Malm Frafjord

### Alte premii
- Cea mai bună jucătoare:  Cristina Neagu